# راجرز وایرلس
راجرز وایرلس (انگلیسی: Rogers Wireless) شرکت مخابرات کانادایی است، که در سال ۱۹۸۳ توسط تد راجرز و دیوید مارگولزی تأسیس شد.